# 锡北铁路
锡北铁路，从青藏铁路的锡铁山站到北霍布逊，是青海省柴达尔的一条地方铁路，全长53.75km。

## 线路
线上工业企业一级；线下国铁二级标准。设计时速80km/h，年运输能力1700万吨。与青藏铁路直通运输。由中铁建十六局运营。货源为北霍布逊盐湖的钾盐矿。

## 历史
总投资11.774亿元。2012年春季开工，2013年12月建成。2015年6月12日，青海省铁投公司与中铁十六局集团铁运工程有限公司正式签订《锡铁山至北霍布逊地方铁路运输车务、机务(不含机车)委托货运场站服务协议》。设锡北铁路运营指挥部，驻锡铁山镇。2020年运量超过200万吨。